# Erika Conrado
Èrika Conrado Arredondo es una sindicalista española, que ocupa el cargo de secretario general de la CNT.

## Carrera
Conrado trabajó en el sector cooperativo, parte de la economía solidaria de Cataluña. El 7 de julio de 2022, Conrado fue elegida secretaria general del comité local de la CNT en el Vallés Oriental, en sustitución de Cristian Carmona. Desde este puesto, centró los esfuerzos organizativos de la CNT en las mujeres y los trabajadores precarios en los distintos sectores industriales de la comarca. El 27 de enero de 2024, el Pleno confederal de la CNT eligió a Conrado como Secretaria General de la Confederación Nacional del Trabajo; Posteriormente la sede de la CNT se trasladó a Granollers.
Después de que el Tribunal Supremo confirmara las condenas de prisión para los Seis de Suiza, miembros de la CNT asturiana que habían sido procesados por organizar sindicatos en Gijón, Conrado declaró que: "Nos sentimos incómodos para el sistema. Nuestro terreno es la calle y lo que no podemos hacer es renunciar a ella. Forma parte de nuestro ADN y así lo seguiremos haciendo. Los compañeros no estaremos solos en ningún momento, y aunque creemos que esta sentencia es un bombazo para el sindicalismo, seguiremos estando al lado de los trabajadores". Añadió que "el sindicalismo no es un delito, aunque la sentencia del Tribunal Supremo lo ponga en duda". Señaló que el sindicalismo supuestamente está protegido por el artículo 28 de la Constitución española y prometió seguir defendiendo a los seis activistas, incluso si eso significa recurrir al Tribunal Europeo de Derechos Humanos o a las Naciones Unidas.
Conrado contactó a otros sindicatos para solicitar su ayuda. Advirtió que, como resultado de la decisión del tribunal, todos los sindicatos españoles correrían el riesgo de ser criminalizados por realizar acciones industriales. Junto a representantes de CCOO, UGT y CGT, Conrado acudió a una concentración en Gijón para mostrar su apoyo a los seis activistas de la CNT. Finalmente, reunió a varias de las centrales sindicales más grandes del país en defensa del derecho al sindicalismo.